# Dennis Weaver
Dennis Weaver (n. 4 iunie 1924 – d. 24 februarie 2006) a fost un actor american, cunoscut mai ales din seriale TV.

## Filmografie
- 1952: Horizons West – Dandy Taylor
- 1952: The Raiders – Dick Logan (nemenționat)
- 1953: The Redhead from Wyoming – Matt Jessup
- 1953: The Lawless Breed – Jim Clements
- 1953: The Mississippi Gambler – Julian Conant (nemenționat)
- 1953: It Happens Every Thursday – Al – Chamber of Commerce President (nemenționat)
- 1953: Law and Order – Frank Durling
- 1953: Column South – Menguito
- 1953: The Man from the Alamo – Reb (nemenționat)
- 1953: The Golden Blade – Rabble Rouser (nemenționat)
- 1953: The Nebraskan – Captain De Witt (nemenționat)
- 1953: War Arrow – Pino
- 1954: Dangerous Mission – Ranger Clerk
- 1954: Dragnet – Police Capt. R.A. Lohrman
- 1954: The Bridges at Toko-Ri – Air Intelligence Officer (nemenționat)
- 1955: Ten Wanted Men – Sheriff Clyde Gibbons
- 1955–1964: Gunsmoke – Chester / Chester Goode
- 1955: Seven Angry Men – John Brown Jr.
- 1955: Chief Crazy Horse – Maj. Carlisle
- 1955: Storm Fear – Hank
- 1956: Navy Wife
- 1958: Touch of Evil – Mirador Motel Night Manager
- 1959: Have Gun – Will Travel – Monk
- 1960: Alfred Hitchcock Presents – Charlie Cavender
- 1960: The Gallant Hours – Lt. Cmdr. Andy Lowe
- 1961: Sing for Me, Canary Boy – Blake Puddingstock
- 1961: The Twilight Zone – Adam Grant
- 1964–1965: Kentucky Jones – Kenneth Yarborough "Kentucky" Jones
- 1965: Combat! – Noah
- 1966: Duel at Diablo – Willard Grange
- 1966: Way...Way Out – Hoffman
- 1967: Gentle Giant – Tom Wedloe
- 1967–1969: Gentle Ben (TV) – Tom Wedloe
- 1968: Mission Batangas – Chip Corbett
- 1970-1977: McCloud (TV series)
- 1970: A Man Called Sledge – Erwin Ward
- 1971: What's the Matter with Helen? – Linc Palmer
- 1971: Duel – David Mann
- 1972: Mothership Tycoon – Captain Buck Finnster
- 1972: Horsetrailer Tycoon – Captain Buck Finnster
- 1972: The Great Man's Whiskers – Abraham Lincoln
- 1972: Rolling Man (TV) – Lonnie McAfee
- 1973: House Arrest – Sergeant Chester McFeeley
- 1973: Terror on the Beach – Neil Glynn
- 1977: Intimate Strangers – Donald Halston
- 1977: Cry for Justice
- 1978: Centennial (TV) – R.J. Poteet
- 1978: Pearl –  Col. Jason Forrest
- 1978: Ishi: The Last of His Tribe – Prof. Benjamin Fuller
- 1979: Surgery Train – Dr. Lance Goiter
- 1980: Amber Waves – Bud Burkhardt
- 1980: The Ordeal of Dr. Mudd – Samuel Mudd
- 1982: Don't Go to Sleep – Phillip
- 1982: Splattercakes for Mama – Smokey Joe Burgess
- 1983: Cocaine: One Man's Seduction – Eddie Gant
- 1983–1984: Emerald Point N.A.S. – Rear Adm. Thomas Mallory
- 1985: Magnum, P.I. – Lacy Fletcher – Present Day
- 1987–1988: Buck James – Doctor Buck James
- 1988: Disaster at Silo 7 – Sheriff Ben Harlen
- 1989: The Return of Sam McCloud – Sam McCloud
- 1995: Two Bits & Pepper – Sheriff Pratt
- 1996: Voyeur II – Sheriff John Parker
- 1997: Telluride: Time Crosses Over – Cameo appearance
- 1998: Escape from Wildcat Canyon – Grandpa Flint
- 2000: Submerged – Buck Stevens
- 2000: The Virginian – Sam Balaam
- 2001: The Beast – Walter McFadden
- 2001: Family Law – Judge Richard Lloyd
- 2002: The Simpsons – Buck McCoy (voce)
- 2003: Touched by an Angel – Emmett Rivers
- 2004: Home on the Range – Abner (voce)
- 2005: Wildfire – Henry